# Преимущество Фелгетта
Преимущество Фелгетта (англ. Fellgett's advantage) — в метрологии термин, обозначающий преимущества (большее отношение сигнал/шум) широкополосных измерений по сравнению со сканирующими. Назван по имени Питера Фелгетта (англ. P. B. Fellgett), который впервые изложил эффект в своей диссертации.

## Объяснение
Если при измерении сигнала шум определяется свойствами самого детектора, то широкополосное измерение (например, Фурье-спектроскопия) обладает преимуществами по сравнению с обычным («сканирующим») измерением с использованием монохроматора: улучшение отношение сигнала к шуму будет пропорционально {\displaystyle {\sqrt {m}}}, где {\displaystyle m} — это число точек в спектре. Селлар и Бореман (англ. Sellar and Boreman) объясняют выигрыш отсутствием выходной спектральной щели, которая уменьшает количество света, попадающего в детектор, именно во столько раз.
При измерении сигналов с большим отношением пикового значения к среднему (например спектров излучения атомов и молекул, проявляется дополнительное преимущество: при сканировании, шум примерно пропорционален квадратному корню из сигнала, и потому абсолютное значение шума на пиках будет сравнительно большим, а на базовой линии спектра — маленьким. В то же время при широкополосном измерении, шум оказывается более-менее равномерно распределённым по спектру, и потому измерения пиков (которые представляют больший интерес) становятся более точными. Следует отметить, что при исследовании спектров поглощения, где, наоборот, интерес представляют области спектра со слабым сигналом, тот же фактор приводит к большему относительному шуму широкополосных измерений.
Если в шуме детектора преобладает дробовой шум (с равномерной плотностью в пределах спектра), то выигрыш от широкополосности в точности компенсируется увеличением шума в более широкой полосе спектра, и преимущество Фелгетта пропадает. Именно поэтому Фурье-спектрометрия не очень популярна при измерениях в видимой и ультрафиолетовой областях.